# Deutsche Gesellschaft für Natur- und Völkerkunde Ostasiens

Logo der OAG

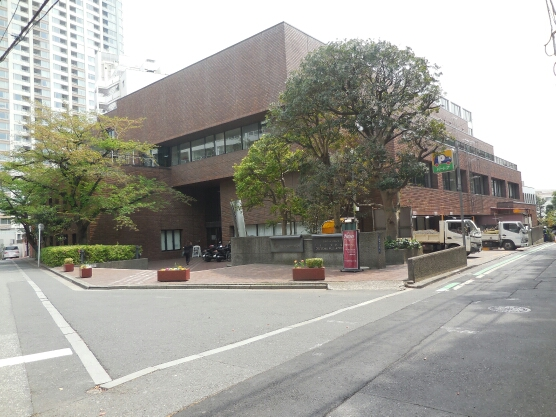
OAG und Deutsches Kulturzentrum Tokio

Die Deutsche Gesellschaft für Natur- und Völkerkunde Ostasiens (kurz Ostasiengesellschaft / OAG genannt) wurde von Wissenschaftlern, Geschäftsleuten und Diplomaten in Tokio gegründet. Sie gehört, zusammen mit der ein Jahr zuvor gegründeten Asiatic Society of Japan, zu den ältesten ausländischen wissenschaftlichen Gesellschaften in Japan, die bis heute aktiv sind.

## 1873–1914
Die Entstehung der OAG wird mit folgenden Worten beschrieben:
„Am 22ten März d. J., dem Geburtstage seiner Majestät des Kaisers und Königs, traten in Yedo und Yokohama ansässige Deutsche zusammen, um eine deutsche Gesellschaft für Natur- und Völkerkunde Ostasiens zu gründen. Als Zweck der Gesellschaft wurde bezeichnet einen gemeinsamen Mittelpunkt für die Bestrebungen der Einzelnen zu schaffen, und auf diese Weise einer Seits zu Forschungen anzuregen, anderer Seits die Ergebnisse derselben grösseren Kreisen zugänglich zu machen.“
Die OAG hatte sich also die Erforschung Ostasiens vorgenommen und konnte sich dabei auf die deutschen Gelehrten stützen, die auf Einladung der japanischen Regierung als ausländische Experten (o-yatoi gaikokujin) in Japan tätig waren. In den ersten Jahrzehnten übernahm der deutsche Gesandte den Vorsitz, was hilfreich war, wenn es um die Unterstützung der japanischen Regierung ging, die Status-Fragen sehr wichtig nahm und nimmt, z. B. bei der Vermittlung bzw. Überlassung von Räumlichkeiten. Überdies zeigten die ersten Gesandten durchaus Interesse an Japan über das rein Politische hinaus.
In den Mitt(h)eilungen der OAG überwogen zunächst die Beiträge der Naturwissenschaftler, Mediziner und Juristen, aber man war auch volkskundlich interessiert. Man legte sich sogar ein kleines Museum zu, das mit Erwerbungen der Mitglieder und Geschenken von Japanern ausgestattet wurde und für das man Räume in einem Nebentempel des Zōjō-ji mietete. Aus Kostengründen gab man es allerdings bereits 1878 auf, zumal der japanische Staat selbst Museen gründete. Der Bestand wurde dem Museum für Völkerkunde zu Leipzig – bewusst als Förderung eines nichtpreußischen Museums – geschenkt. Als nach wechselnden Vereinslokalen 1885 ein eigenes Haus betrieben werden konnte, entwickelte sich auch der gesellige Teil des Vereinslebens mit Kegeln und Herrenabenden.
Da die Sprache des Vereins Deutsch war, finden sich erst nach und nach japanische Mitglieder im Vereinsregister, an prominenter Stelle Premier Katsura Tarō und Botschafter Aoki Shūzō. Im Juli 1874 publizierte B. Miyake einen Beitrag über die japanische Geburtshilfe. Dem verstorbenen Ehrenmitglied Mediziner Aoyama Tanemichi (1859–1917) wurde sogar ein Denkmal auf dem Gelände in Kōjimachi errichtet.
Nach 1900 verlagerte sich der Schwerpunkt hin zu den Geistes- und Gesellschaftswissenschaften. Und als dann 1907 der deutsche Botschafter kein Interesse am Vorsitz zeigte, schuf man mit einer Satzungsänderung die Position des Ehrenvorsitzes, den er dann auch annahm. Die Verbindung zur Botschaft erwies sich weiterhin als vorteilhaft. So wurde z. B. Dietrich von Klitzing († 1940), der mit seiner Frau, 1912 von Indonesien kommend, Tokyo besuchte, vom Botschafter Graf von Rex auf die OAG aufmerksam gemacht. Von Klitzings stifteten daraufhin dieser 15.000 Mark, was mit weiteren Spenden ausreichend war für ein neues Vereinshaus in repräsentativer Lage. 1914 wurde ein Grundstück in der Nähe der Botschaft erworben, und auch die Pläne für ein großes Haus waren fertig. Aber dann brach der Erste Weltkrieg aus.

### Persönlichkeiten der OAG in den Anfangsjahren
- Leopold Müller, Arzt, Mitbegründer der deutschen Medizinerausbildung in Japan, Gründer der OAG
- Theodor Hoffmann, mit Müller Begründer der OAG
- Emmerich von Arco-Valley, Gesandter, 1. Vorsitzender
- Erwin Bälz, Arzt, Tōkyō Universität
- Max von Brandt, Gesandter, 1. Vorsitzender
- Friedrich Dönitz, Biologe, 1. Vorsitzender
- Karl von Eisendecher, Gesandter, 1. Vorsitzender
- Karl Florenz, Japanologe, 2. Vorsitzender, Begründer der Japanologie in Hamburg
- Franz Hilgendorf, Biologe
- Johann Joseph Hoffmann, Philologe
- Erwin Knipping, Meteorologe und Kartograf
- Theodor von Holleben, Gesandter, 1. Vorsitzender
- Rudolph Lehmann, Ingenieur, langjähriger 1. Vorsitzender
- Gottfried Wagener, Technische Hochschule Tokio, Vorsitzender

## 1914–1945

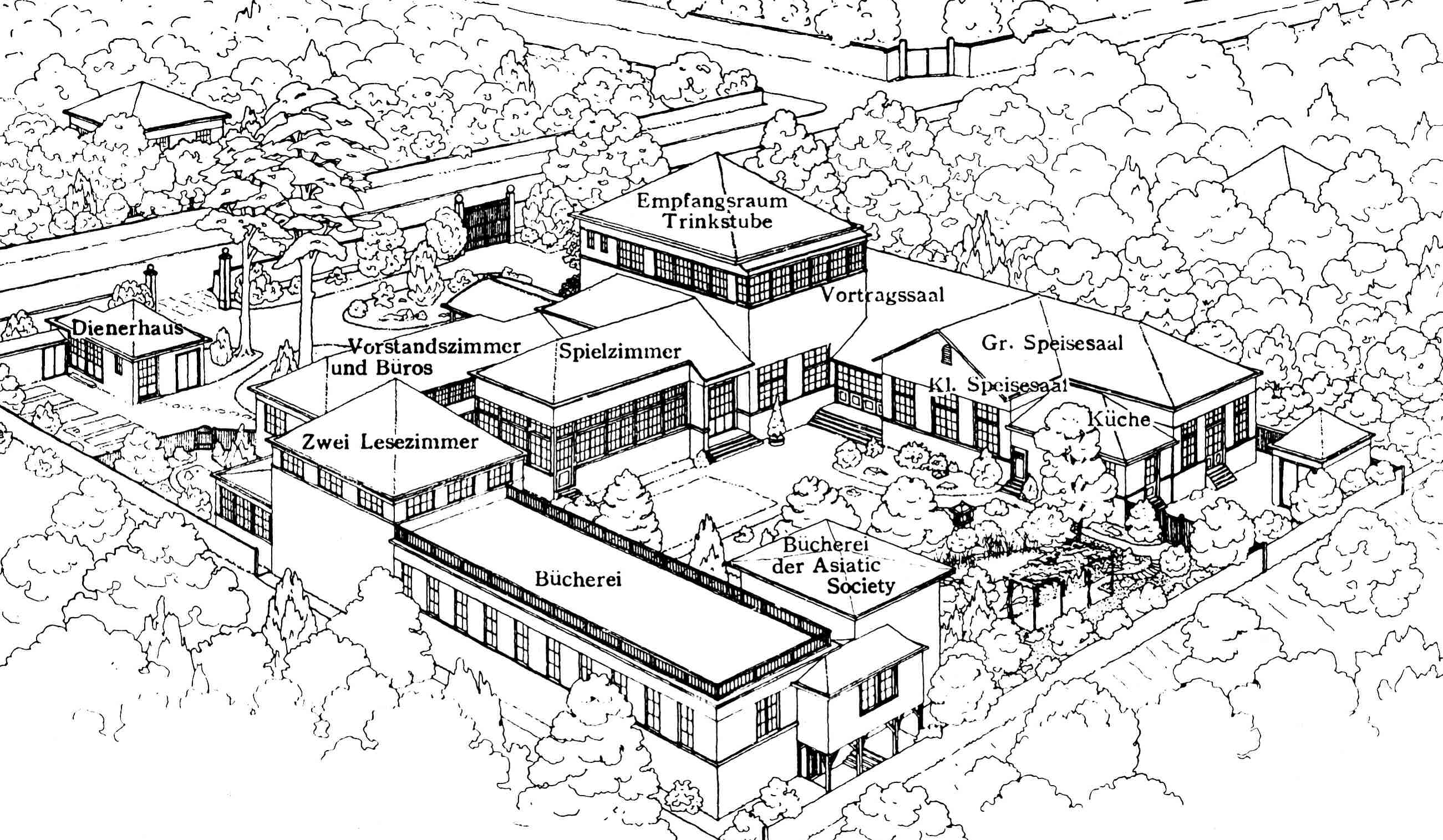
OAG-Haus (Planung 1914)

Der Ausbruch des Ersten Weltkrieges führte dazu, dass es beim Grundstück-Kauf und bei der Nutzung des vorhandenen Gebäudes blieb. Man stellte die Vereinstätigkeiten weitgehend ein, konnte immerhin das vorhandene Haus instand halten, bis 1919 die Anlage als Feindbesitz konfisziert wurde.
1920 wurde der Besitz zurückgegeben, wobei Botschafter Solf und Graf Gotō Shimpei behilflich waren. Die Vereinstätigkeit konnte wieder aufgenommen werden, aber Band 14–16 der MOAG zeigen, wie mühsam es war, die publizistischen Lücken der letzten sechs Jahre zu schließen. Immerhin konnte man 1923 das Haus um einen ersten Stock erweitern und für die wertvolle Bibliothek einen feuerfesten Bau errichten. Das O-yatoi-System war lange beendet, nun bestimmten Deutsche in „normalen“ Stellen als Lektoren an japanischen Universitäten die Aktivitäten der OAG. Nach 1933 geriet die OAG, wie alle deutschen Einrichtungen im Ausland, zunehmend in den Sog des Nationalsozialismus. Die Luftangriffe im Zweiten Weltkrieg zerstörten schließlich das Vereinshaus.

## Seit 1945
Nach Kriegsende wurde das Grundstück von japanischer Seite einbehalten. Zudem wurden viele Deutsche repatriiert, so dass zwischen 1945 (bzw. 1948) und 1951 die OAG praktisch nicht mehr existierte.
Nach Rückgabe des Grundstücks 1950 wurde dieses verkauft und dafür ein kleineres in Akasaka erworben und ein neues Vereinshaus mit Vortragssaal und Bibliothek gebaut, das am 21. März 1956 eingeweiht wurde. 1977 schloss die Bundesrepublik, die auf der Suche für eine preiswerte Unterbringung des Goethe-Instituts war, einen Vertrag mit der OAG: Die OAG stellte das wertvolle Grundstück für einen Neubau zur Verfügung, der im Erdgeschoss, 1. und 2. Stock von Einrichtungen des Bundes genutzt wird. Die OAG erhielt den 3. Stock, in dem sie ihr Büro und ihre Bibliothek unterbrachte und weitere Räume vermietet. Dieses „OAG-Haus/Deutsches Kulturzentrum“ nahm 1979 seinen Betrieb auf. – Das wissenschaftliche Monopol der OAG der Anfangsjahre gibt es nicht mehr, aber als private Forschungseinrichtung leistet die OAG immer noch einen wichtigen Beitrag für das Verständnis Japans.
Heute gibt es verschiedene Stufen der OAG-Mitgliedschaft: Ordentliche Mitglieder sind wahlberechtigt, fördernde Mitglieder sind nicht wahlberechtigt. Daneben existiert eine verbilligte Mitgliedschaft für Studenten. Da die Veranstaltungen in aller Regel auf Deutsch abgehalten werden, sind Deutschkenntnisse (indirekt) Voraussetzung. Gegenwärtige Vorsitzende ist seit 2010 Karin Yamaguchi, die als erste Frau in der Geschichte der OAG die Geschicke der Organisation leitet.
Die Botschafter der deutschsprachigen Länder Deutschland, Österreich und der Schweiz in Japan sind Ehrenvorsitzende der OAG.

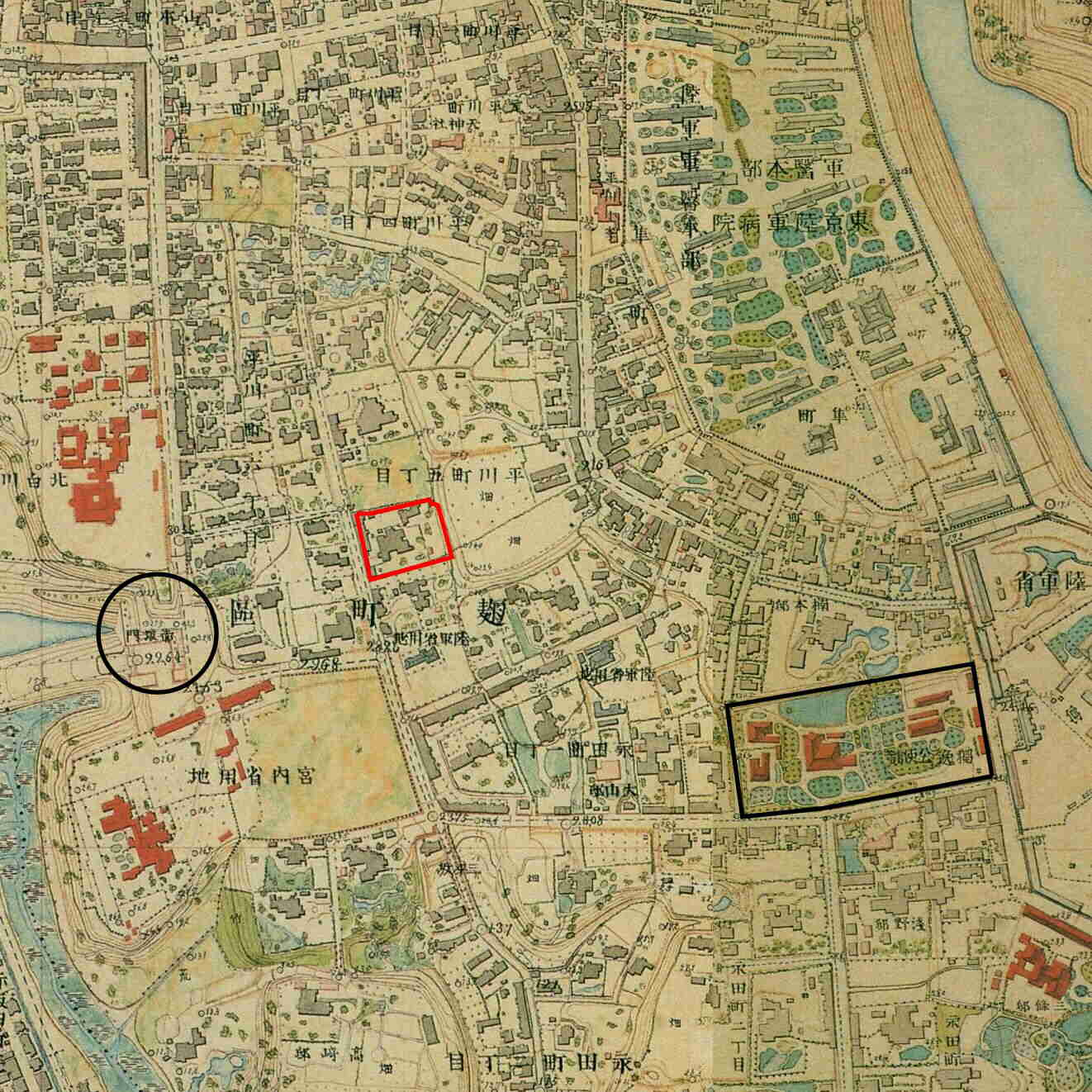
Lage der Deutschen Botschaft bis 1945 (schwarzes Rechteck), der OAG 1914 (rotes Rechteck) und Akasaka Mitsuke (schwarzer Kreis) auf einer Karte von 1884.

## Vereinsräume und -häuser
Auf der Spurensuche nach den Vereinshäusern zeigt sich die wechselhafte Geschichte eines ausländischen Vereins in der Meiji- und Taishō-Zeit:
1. 1875–1878 Räume im Tenkō-in (天光院), einem Nebentempel des Zōjō-ji
2. 1878–1880 Räume auf dem Gelände des Yushima Seidō (湯島聖堂)
3. 1880–1882 Ueno, Shikendera (四軒寺) No. 5[4]
4. 1882–1885 übergangsweise Nutzung von Räumen der Deutschen Botschaft (麹町区永田町)
5. 1885–1914 erstes eigenes Haus: 1-8, Imagawa-koji, Kanda-ku (神田区今川小路)
6. 1914–1950 zweites Haus: 5-18, Hirakawa-chō, Kōjimachi-ku (麹町区平河町)
7. 1956–1978: drittes Haus: 7-5-56, Akasaka, Minato-ku, (港区赤坂)
8. 1979–bis heute: viertes Haus, zusammen mit der Bundesrepublik genutzt, am gleichen Platz.

Das OAG-Haus befindet sich zwischen den U-Bahn-Stationen Aoyama Itchōme und Akasaka Mitsuke im Herzen Tokios. Die Adresse lautet: OAG-Haus, 7-5-56, Akasaka, Minato-ku, Tokio 107-0052, Japan. Daneben besteht eine Untergruppe in der Kansai-Region (Osaka-Kōbe-Kyōto), die in Kōbe ein Haus besitzt.

## Aufarbeitung der Vergangenheit
Innerhalb der OAG beschäftigt sich seit 2003 der Ausschuss für die Geschichte der OAG mit der Vergangenheit der Gesellschaft, vor allem in den Jahren 1933–1945. Eine kritische Gesamtdarstellung ist beabsichtigt und wird 2014 erscheinen.

## Publikationen
Die OAG veröffentlichte bereits kurz nach ihrer Entstehung die ersten Hefte der Mitt(h)eilungen der OAG (MOAG), in denen anfangs auch Sitzungsprotokolle etc. enthalten waren. 1926 kamen die Nachrichten der OAG (NOAG) hinzu.
Heute veröffentlicht die OAG jährlich etwa ein bis zwei Monographien und ebenso viele Taschenbücher. Außerdem erscheinen zehnmal pro Jahr die OAG Notizen, die Artikel, Rezensionen und Veranstaltungshinweise enthalten. Übersicht über die Geschichte der OAG geben u. a. folgende Publikationen, die einerseits Sekundär-Literatur sind, andererseits auch die MOAG ergänzende Informationen enthalten:
- OAG, Der Vorstand (Hrsg.): Festreden anlässlich des 120. Gründungsjubiläums der OAG am 22. März. 1993, Tokyo, 1993 (S. 77).
- OAG, Der Vorstand (Hrsg.): Festschrift. Das neue OAG-Haus 1979, Tokio, 1980 (S. 60).
- OAG, Der Vorstand (Hrsg.): Geschichte der Deutschen Gesellschaft für Natur- und Völkerkunde Ostasiens 1873–1933, Tokyo, 1933.
- OAG, Der Vorstand (Hrsg.): Die Geschichte der Gesellschaft, Tokio, 1923.
- OAG, Der Vorstand (Hrsg.): Festschrift zur Erinnerung an das 25-jährige Stiftungsfest der Deutschen Gesellschaft für Natur- und Völkerkunde Ostasiens am 29. Oktober 1898, in: MOAG, Suppl. VI, Tokio, 1902, S. 1–10.